# 热那亚水族馆

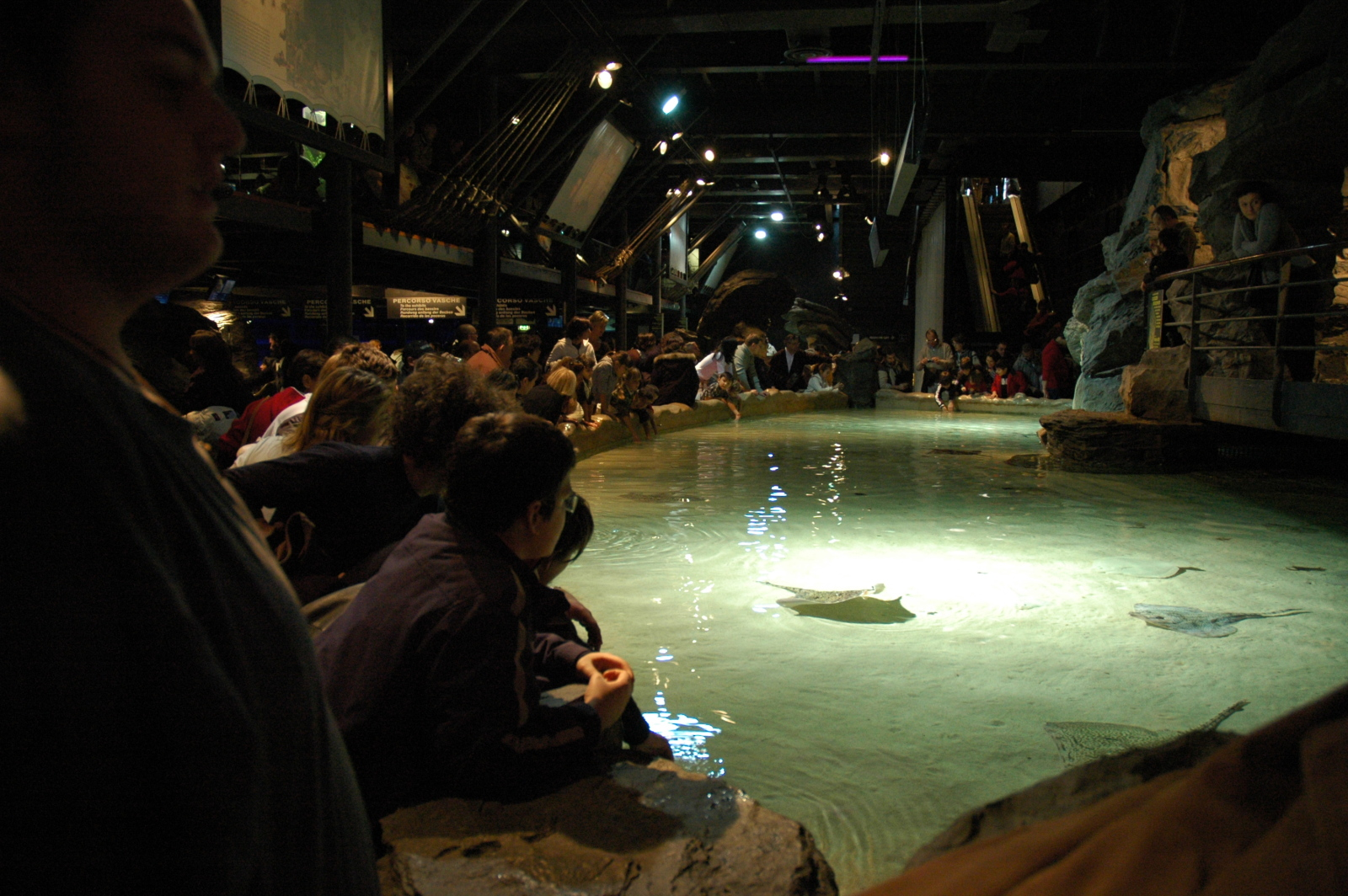
热那亚水族馆- 光鱼池

热那亚水族馆（義大利語：Acquario di Genova）是意大利最大，欧洲第二大水族馆。

## 历史
为1992年世界博览会兴建。热那亚水族馆是一个教育、科学和文化中心。 它的任务是教育和提高保护，管理和以负责任的方式使用水环境的公众意识。它每年吸引约120万游客。目前占地面积2.7公顷，拥有600种海洋动物、200种海洋植物和12000个标本。
热那亚水族馆的建筑由伦佐·皮亚诺，和谢苗耶夫领导的剑桥设计团队合作设计。